# Carlos Miguel Santamaría
Carlos Miguel Santamaría (25 de septiembre de 1912; Buenos Aires, Argentina-31 de marzo de 1998; Buenos Aires, Argentina) fue un exfutbolista argentino que se desempeñaba como defensor.

## Clubes

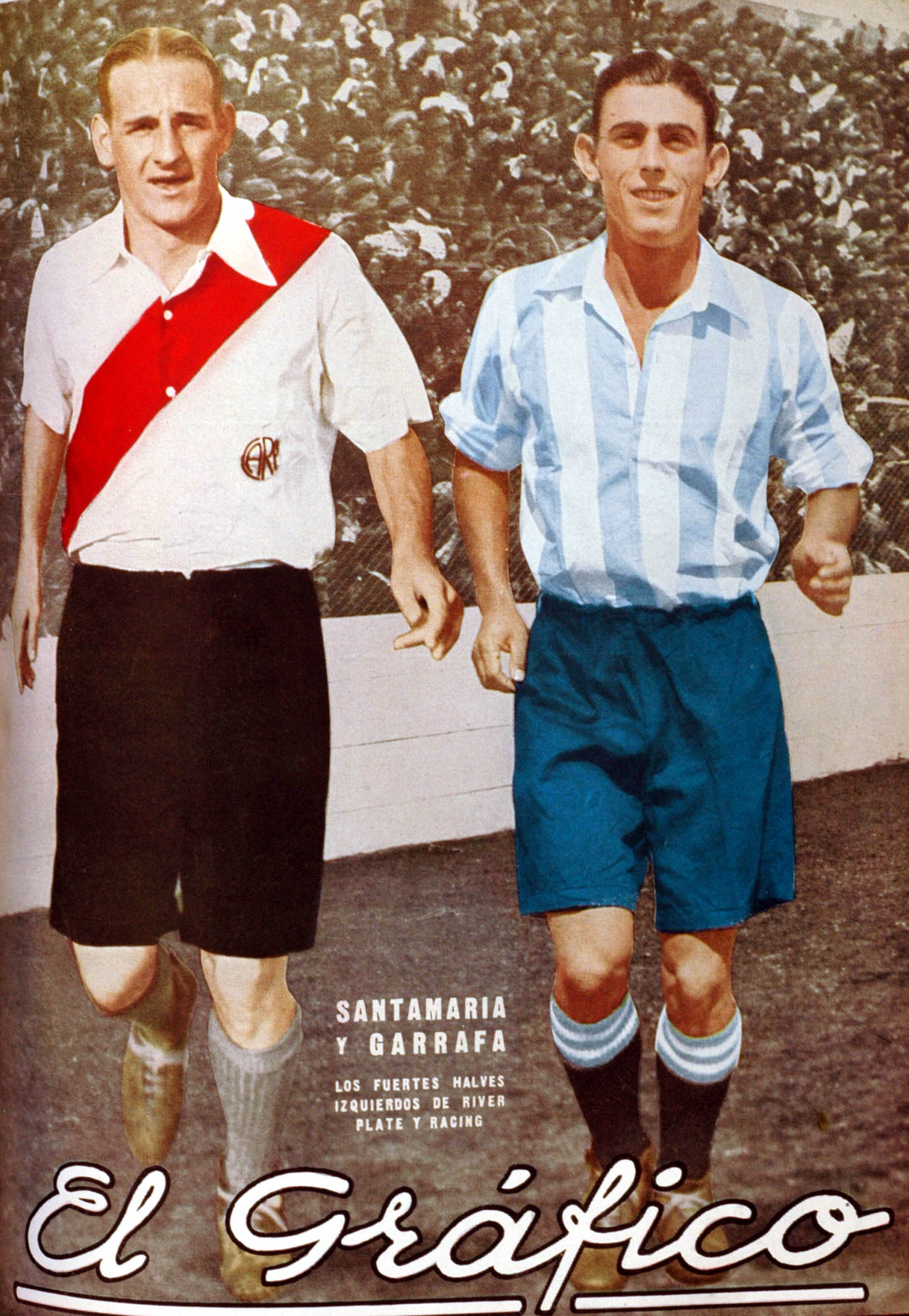
Santamaría con Garrafa en 1933.

| Club          | País      | Año         |
| ------------- | --------- | ----------- |
| Platense      | Argentina | 1929 - 1931 |
| River Plate   | Argentina | 1932 - 1937 |
| Fluminense FC | Brasil    | 1937 - 1939 |
| River Plate   | Argentina | 1939 - 1940 |
| CR Flamengo   | Brasil    | 1941        |
| Botafogo FR   | Brasil    | 1941        |